# Phrynopus chaparroi
Phrynopus chaparroi es una especie de anfibio anuro de la familia Craugastoridae.

## Distribución geográfica
Esta especie es endémica de la provincia de Concepción en la región de Junín, Perú. Se encuentra entre los 4 205 y 4 490 m sobre el nivel del mar.

## Publicación original
- Mamani & Malqui, 2014: A new species of Phrynopus (Anura: Craugastoridae) from the central Peruvian Andes. Zootaxa, n.º 3838, p. 207–214.[4]